# Fabrizia
Fabrizia è un comune italiano di 1 924 abitanti della provincia di Vibo Valentia in Calabria.

## Geografia fisica

### Territorio
Fabrizia è l'unico paese delle Serre calabresi ad avere una vista sul mare Ionio:

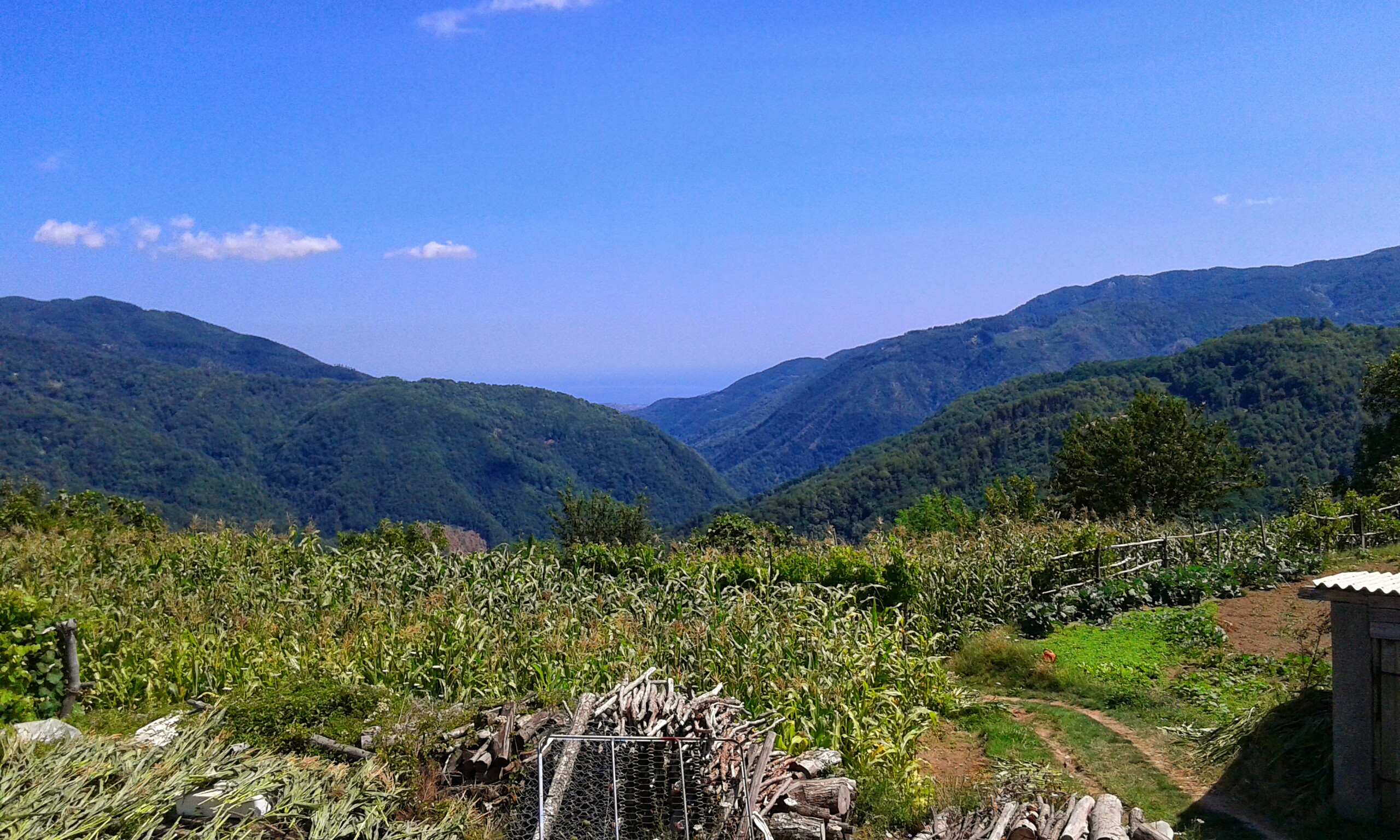
Vista del Mare Ionio

Nel comune di Fabrizia si trovano le sorgenti dell'Allaro. Una di esse è la cosiddetta Gurna Nigra (in italiano: Pozza nera)
Il territorio è all'interno della catena montuosa delle Serre calabresi che inizia al passo della Limina, e termina all'istmo di Catanzaro, il punto più stretto d'Italia, dove 35 chilometri separano il mar Ionio dal mar Tirreno.
Le Serre confinano quindi al sud con l'Aspromonte e la piana di Gioia Tauro, a nord con la Sila. Il territorio ricade nelle provincie di Reggio Calabria, Vibo Valentia e Catanzaro.

### Terremoti
La Calabria è una tra le Regioni italiane a maggior rischio sismico.
La recente riclassificazione sismica del territorio nazionale, effettuata ai sensi dell'ordinanza n. 3274 del 20 marzo 2003 ha classificato l'intero territorio nazionale in quattro zone indicate con i numeri da 1 (a maggior rischio) e 4 (a minor rischio). I 404 comuni calabresi ricadono tutti nella zona 1 o 2, precisamente 261 ricadono nella zona 1 e 148 nella zona 2.
Il terremoto della Calabria meridionale del 1783 (anche denominato terremoto di Reggio e Messina del 1783) fu la più grande catastrofe che colpì l'Italia meridionale nel XVIII secolo.

### Alluvioni
14-19 ottobre 1951: In quattro giorni sono caduti 1770 mm di pioggia. L'evento meteo intenso ha interessato 67 comuni, provocando 4500 senzatetto, con 1700 abitazioni crollate o inagibili
21 ottobre 1953: Evento meteo intenso, predisposizione strati geologici superficiali, orografia, rottura argini.
Nubifragi ed alluvioni in Calabria nel periodo 20/12/72 - 2/1/73. Fenomeni gravissimi di dissesto. Moltissime abitazioni fatte sgomberare e molte persone rimaste senza tetto.

### Clima
Tipico clima delle Serre calabresi. La zona valliva centrale, che corrisponde alla conca di Serra San Bruno, Mongiana e Fabrizia (tra gli 800 e i 1000 m) il clima è di tipo montano appenninico di transizione (una via di mezzo da quello montano superiore a quello pedemontano del castagno): si hanno quindi inverni freddi e piovosi, ma anche con neve durante i periodi più freddi con una media di almeno 2 eventi nevosi all'anno, e da estati calde ma non siccitose.
La piovosità del luogo è al di sopra della media regionale. Le zone più piovose delle Serre raggiungono i 2000 millimetri l'anno nella zona tra Serra San Bruno e Fabrizia, nelle serre occidentali si abbassa tra i 1100 e i 1400 millimetri annui mentre nella parte orientale la piovosità è ulteriormente più bassa.

## Storia

### Origini
I Carafa, ad un secolo dell'acquisizione avvenuta nel 1479 della baronia di Castelvetere da Ferrante d'Aragona (Ferdinando I di Napoli), avviarono rapidamente l'ampliamento del feudo, che ad un secolo dall'acquisizione, alla fine del Cinquecento, si configurò come un vasto stato feudale. Nel 1594 i Carafa acquisiranno anche il titolo di principi di Roccella ed, a partire da quell'anno, lo Stato verrà identificato con tale denominazione.
È Fabrizio Carafa 3º Marchese e 1º Principe di Roccella dal 24.3.1594 (1570 +6.9.1629) del ramo della Spina, che resse lo Stato dalla morte del padre Geronimo (1570) fino al 1629. È il regista del piano di ampliamento e rilancio dei feudi: con la sua presa di possesso venne attuato l'ingrandimento dello Stato, mettendo in atto interventi per una politica attenta sia al controllo che allo sviluppo economico dello stato feudale. Così va interpretata la riedificazione dei casali di Santa Maria della Grazia e Campoli nel territorio del marchesato di Castelvetere, oggi Caulonia, e la fondazione alla fine del Cinquecento di due piccoli centri: Fabrizia e Carafa. Il motivo che spinse il Carafa a scegliere li prunari come sede di un nuovo centro (Fabrizia) è riconducibile alla volontà di strutturare in maniera più solida un abitato, in un territorio dotato di notevoli risorse forestali, in cui era diffusa la pastorizia e in cui erano presenti, e sfruttate dall'antichità, anche risorse minerarie.

### Periodo storico
Fabrizia - Prunari o Cropanei è un piccolo borgo sorto dalla trasmigrazione delle genti di Castelvetere e di Roccella, a causa di un rimescolamento demografico e furono fondati contemporaneamente Caraffa, Benestare, Fabrizia, Sant'Ilario, San Luca e fu ripopolato Bombile (cfr: Famiglie Storiche dello Jonio - Di Alessio B. Bedini), quando in quei tempi di declino delle baronie, dovuto a cause socio economiche come la "grande fame" del 1590 (cit.38 C. Trasselli, Lo stato di Gerace e Terranova nel cinquecento, Barbaro Ed., Oppido Mamertina (Rc),1996, pp. 132–139), sia ai numerosi attacchi dei saraceni (cit.39 Il primo settembre 1594 il saraceno Sinam Pascià Cicala prese, saccheggiò e bruciò Condojanni ed altri paesi della zona (Cfr. D.Minuto, Storia della gente in Calabria, ed. Qualecultura, Vibo Valentia Vv, 2005, p. 194).
Di Fabrizia, Prunari o Cropanei si conosce quindi, la data di edificazione avvenuta tra il 1590 ed il 1591. Il centro contava alla fondazione 47 fuochi, ma crebbe rapidamente, tanto da raggiungerne 118 nel 1643. In quest'ultimo censimento vengono elencati anche due sacerdoti e dichiarata l'esistenza del palazzo del principe

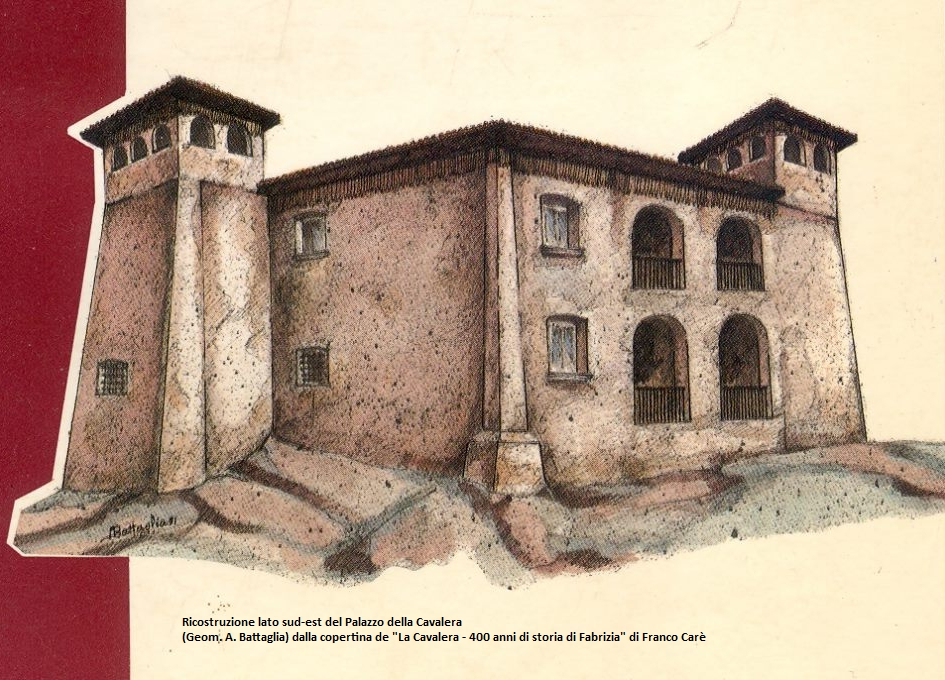
Ricostruzione del Palazzo de La Cavalera

Fu fondata come comune autonomo nel 1591, tratta dal casale del principe di Roccella Fabrizio Carafa, 3º Marchese e I Principe di Roccella dal 24.3.1594 (1570 +6.9.1629), che vi eresse la sua dimora estiva ed impose il proprio nome al luogo. Il castello, esistente ancor oggi, rappresentò "il fulcro di tutte le attività" del feudo per lungo tempo. La famiglia Carafa del ramo "della Spina" dimostrò il suo legame al borgo facendo costruire vicino alla già esistente chiesa del Santissimo Sacramento (1737) ed oggi chiesa matrice, la cappella del Rosario, che dalla sua consacrazione avvenuta nel 1742 fu proclamata d'esclusivo patronato dei Carafa.

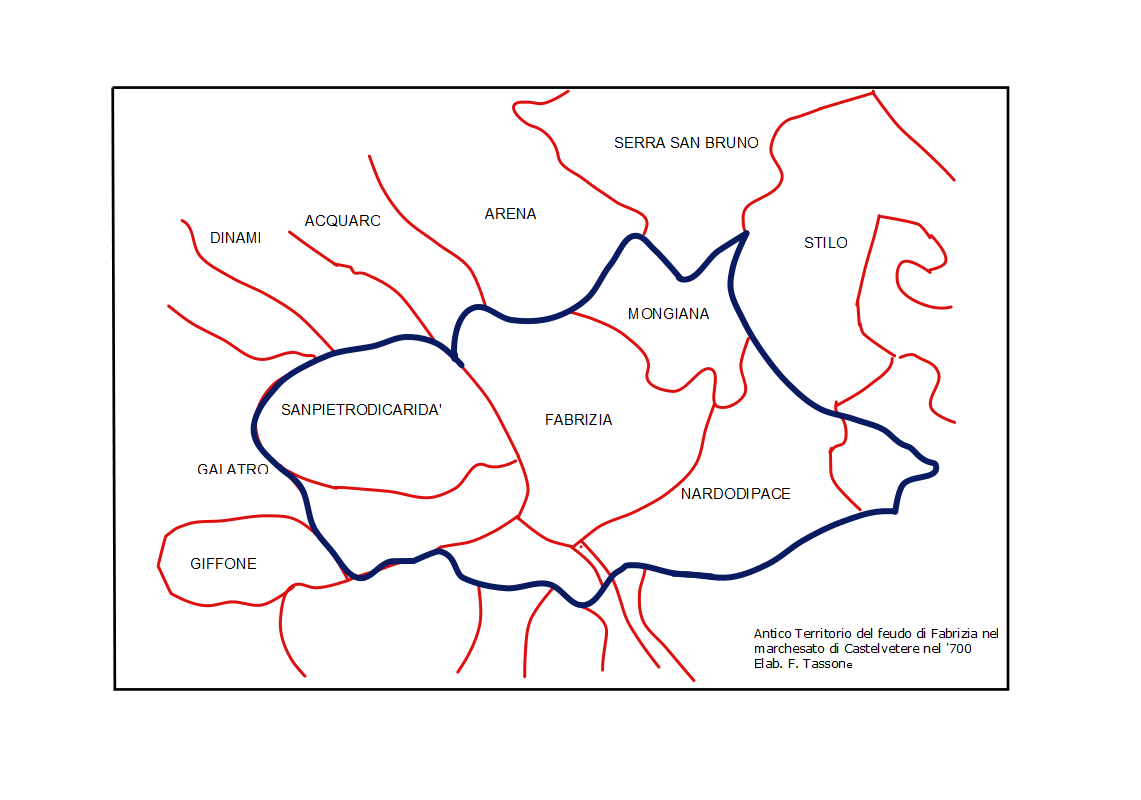
Antico Territorio del feudo di Fabrizia nel Marchesato dei Carafa nel '700

Secondo il "catasto onciario" o "catasto Carolino" (1746) la località annoverava un'elevata quantità d'artigiani e mestieranti vari tra cui: fabbri, sarti, mastri d'ascia, muratori, casari, custode di neve, chianchieri, massari e braccianti. Sugli argini della fiumara "Allaro" v'erano numerosi mulini per la macina e diverse fornaci per la realizzazione di manufatti in argilla.
All'inizio del Ottocento, il trasferimento del casato a Napoli coincise, insieme al rovinoso terremoto del 1783, con un lento ma inesorabile declino dei possedimenti del principato. A causa del devastante terremoto, l'intero territorio accusò un forte regresso economico, dal quale si riprese solo con l'avvento del dominio Francese; la ripresa ebbe come forte traino la presenza sul territorio delle Regie Ferriere, costruite durante il dominio borbonico e potenziate dai francesi.

### Ordini, Pandette e Costituzioni promulgati nel 1692 per lo Stato della Roccella[20]
Principe Carlo Maria Carafa Branciforte regolamentò giuridicamente, quanto pignolescamente, anche la libertà di religiosità dei sudditi feudali. La parte generale della citata codificazione contempla infatti gli Ordini toccanti al Servigio di Dio, la cui ragion giustificatrice è da rinvenirsi nella intransigente religiosità di quell'illustre Feudatario.
estratto:
1. Ordiniamo, e comandiamo che nelle Chiese non si possa passeggiare, parlare con voce alta, far negozj, e contratti di mercatanzia, sotto pena di scudi dieci applicandi alla medesima Chiesa
2. Che qualsivoglia persona, che si troverà a cavallo, e per strada, o in qualsisia altra maniera, s'incontrerà con la processione del Santissimo, o Viatico, che va agl'infermi, debba subito scavalcare, e con ogni riverenza ginocchiarsi, sotto pena di mesi due di carcere, et altre a nostro arbitrio.
3. Che nelle Domeniche, né giorni di feste comandate, et in quell'ore che starà Nostro Signore nel Santo Sepolcro nel giovedì, e venerdì Santo, niuno Botegaro possa tenere la porta aperta, né vendere cos'alcuna, se non che le cose commestibili, o medicine; et a questi gli sia solamente permesso di tenere la mezza porta aperta, sotto pena di quindici giorni di carcere.
4. Che niuno ardisca di far'il nome del demonio santo, né bestemmiare in quasisia maniera Iddio, la Beata Vergine, et i Santi, sotto la pena contenuta nelle Regie Prammatiche, e della frusta agli ignobili, et ‘a nobili di scudi venticinque.
5. Che iMedici, Chirusi, o altra persona, che anderà a medicare gli infermi, debbano ricordarli, che si abbiano da confessare, e passati tre giorni dopo la prima visita, se non si saranno confessati, non l'abbiano più da visitare, né ordinare i medicamenti, sotto pena di scudi quindici da pagarsi ad un luogo pio.
6. Che li Maestri di Scola siano obbligati d'insegnare in ogni sabbato della settimana a' loro scolari la dottrina cristiana, sotto pena di scudi cinque applicandi ad un luogo pio et incorrano nella pena stessa i Padri, che manderanno i loro figliuoli a quel Maestro, che non gl'insegna la dottrina cristiana.
7. Che non possa niuna persona, huomo, o donna che sia, fare l'uficio di reputatrice, né andare alle chiese, e seppolture per piangere i morti, né nelle case de' morti si possa piangere con gridi, passando il Santissimo Sacramento processionalmente, o per il Viatico, sotto pena in ognuno de' suddetti casi di un mese di carcere.
8. Che non possa niuno per morte di un suo parente far sonare più di una campana per chiesa, e non più di un quarto d'ora in tre volte, tanto nel giorno della morte, sepoltura, o anniversario, sotto pena di scudi cinque applicandi ad un luogo pio.
9. Che non possa niuna persona tenere donna a guadagno, tanto in parte pubblica, quanto secreta, né fare l'uficio di ruffiana, o ruffiano, sotto pena della frusta, et altre a nostro arbitrio, secondo la qualità della persona.
10. Che non ardisca niuno fare usura in qualsisia maniera che fosse, sotto pena d'un mese di carcere, e di pagare il doppio, di quanto avrà importato, alla persona che n'avrà patito il danno.
11. Che i Capitani de' luoghi, che non faranno osservare i predetti ordini, e capitoli, incorrano nella pena di scudi cinquanta, applicandi alla Cappella del Santissimo di quel luogo, dove sarà la contravvenzione, et altre a nostro arbitrio riservate.

### Antica planimetria di Fabrizia

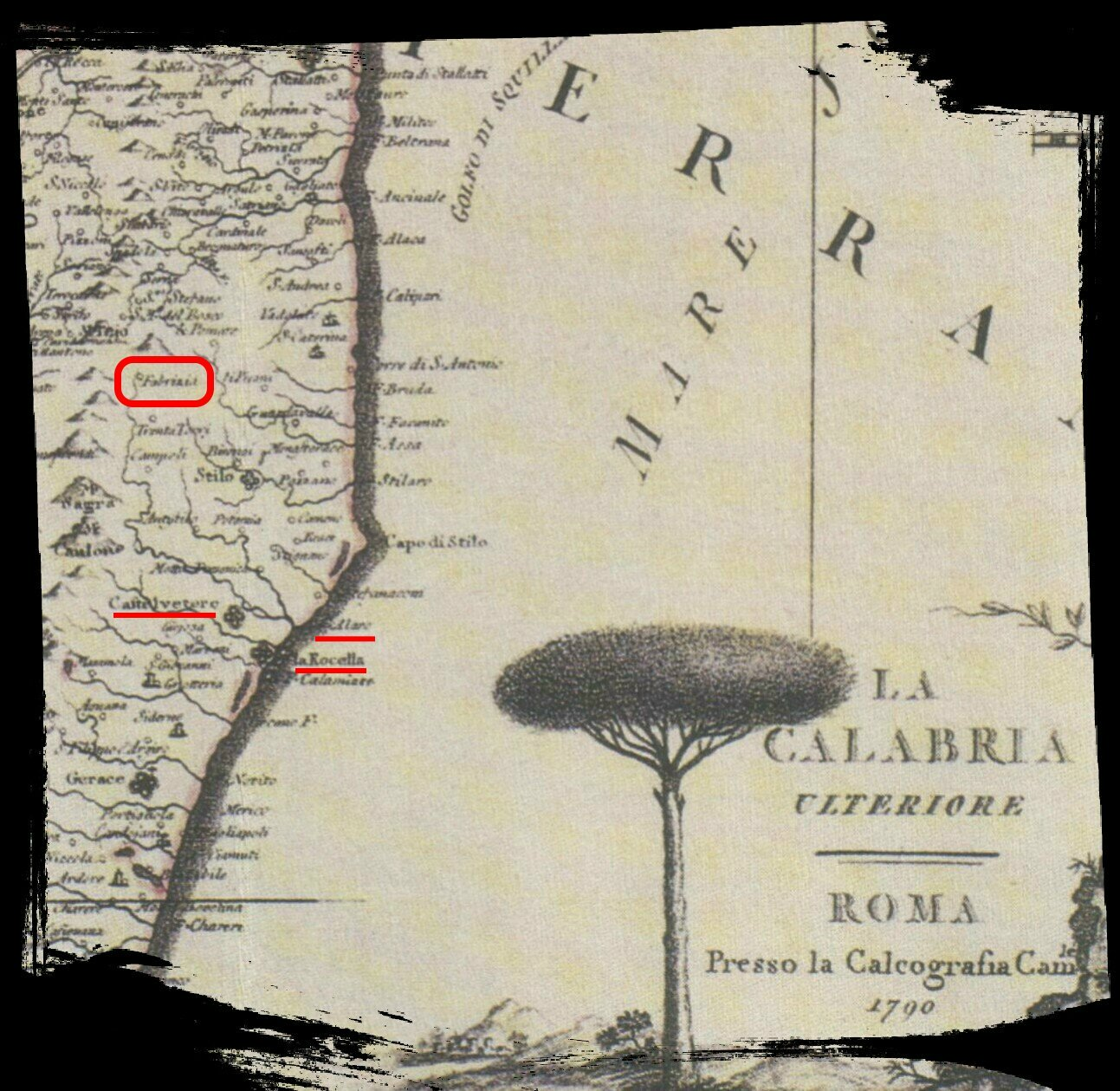
Cartografia Calabria Ulteriore, 1790
Costa Ionica

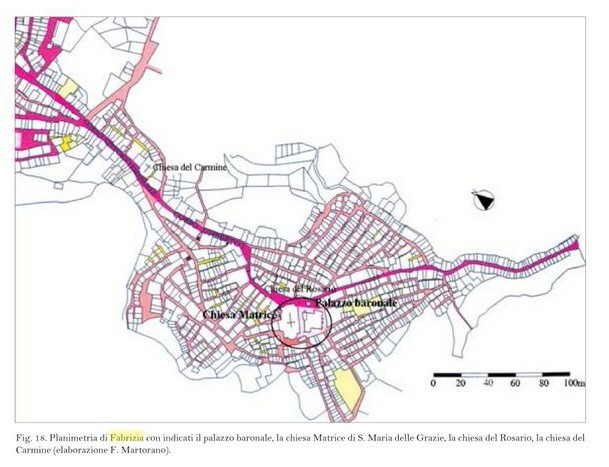
Planimetria

### Simboli

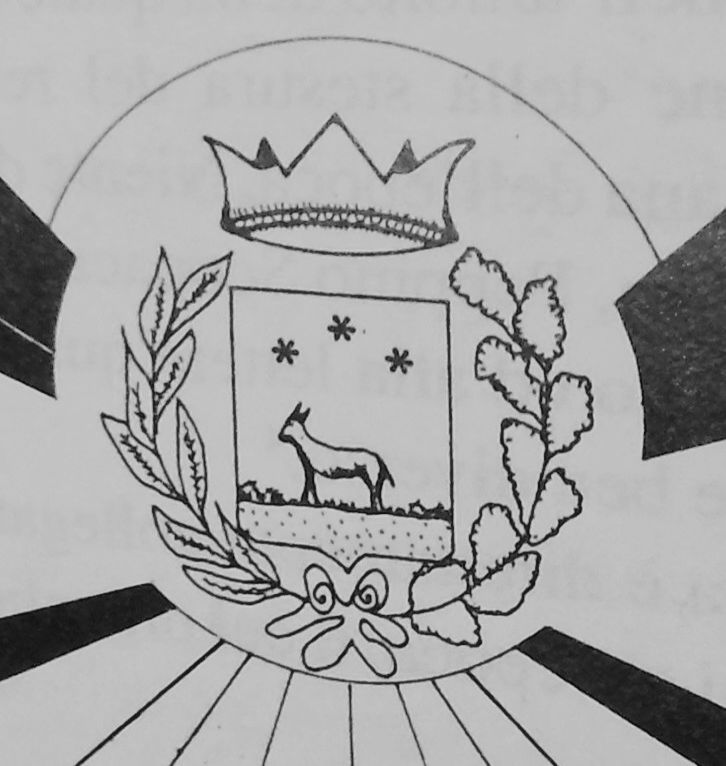
^{Antico Stemma del Comune di Fabrizia da F. Carè "La Cavalera – 400 anni di storia di Fabrizia"}

Lo stemma e il gonfalone sono stati concessi con DPR del 10 dicembre 1990.
Il gonfalone è un drappo partito di giallo e di verde.
In precedenza era in uso uno stemma con una capra sulla campagna erbosa, accompagnata in capo da tre stelle di sei punte male ordinate.

## Monumenti e luoghi d'interesse

### Architetture religiose

#### Chiesa di Sant'Antonio da Padova

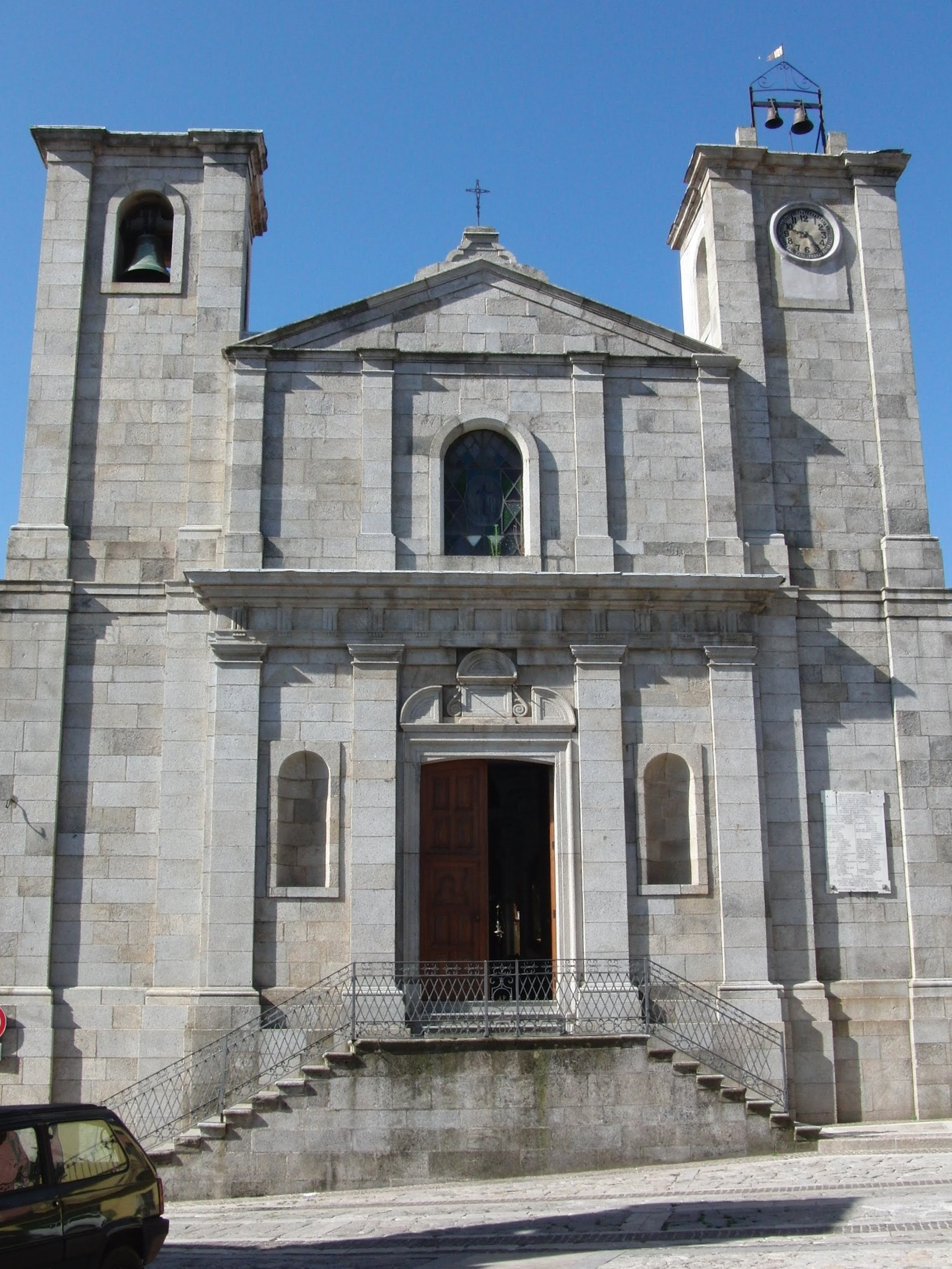
Chiesa matrice

Chiesa matrice nel passato, ora dedicata al culto di sant'Antonio, ancora radicato e contemporaneo: molti i segni votivi.
Nel giorno della sua ricorrenza, 13 giugno, sono ancora numerose le persone che offrono al Santo il "voto delle verginelle" che si paga invitando a casa propria 13 giovani ragazze ed un ragazzino (che dovrebbe rappresentare il bambinello Gesù), a cui vengono servite tredici portate diverse.
I giovani, a fine pranzo, salutano i padroni di casa baciando loro la mano e ringraziando per l'invito; mentre i familiari dei ragazzi invitati esprimono l'augurio che il loro voto venga accolto, generalmente mediante la frase tipica ancora in uso:
"Lu Santu mu vi l'accetta".

#### Chiesa del Rosario

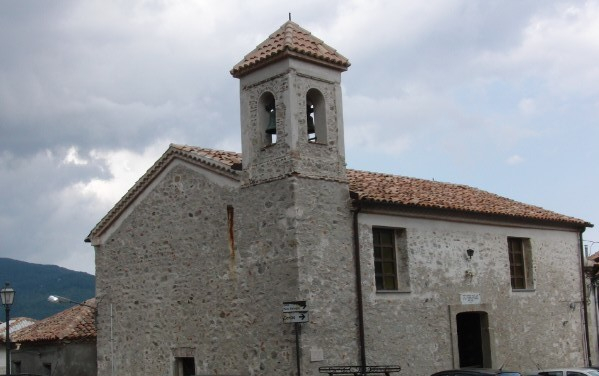
Chiesa del SS Rosario

Edificata nel 1742 da Gennaro I Carafa Cantelmo Stuart, VII principe di Roccella (1726–31.X.1767), al quale spettava il relativo patronato.
La presenza di un economo spirituale dimostra l'assidua richiesta di cure religiose da impartire alla famiglia del principe.
Il principe Gennaro erogava, per ciò, ogni anno al sindaco prunarese non meno di trecento ducati.

Nel 1779 Ferdinando IV riconobbe con decreto del 4 giugno la Confraternita del Rosario.

#### Chiesa del Carmine

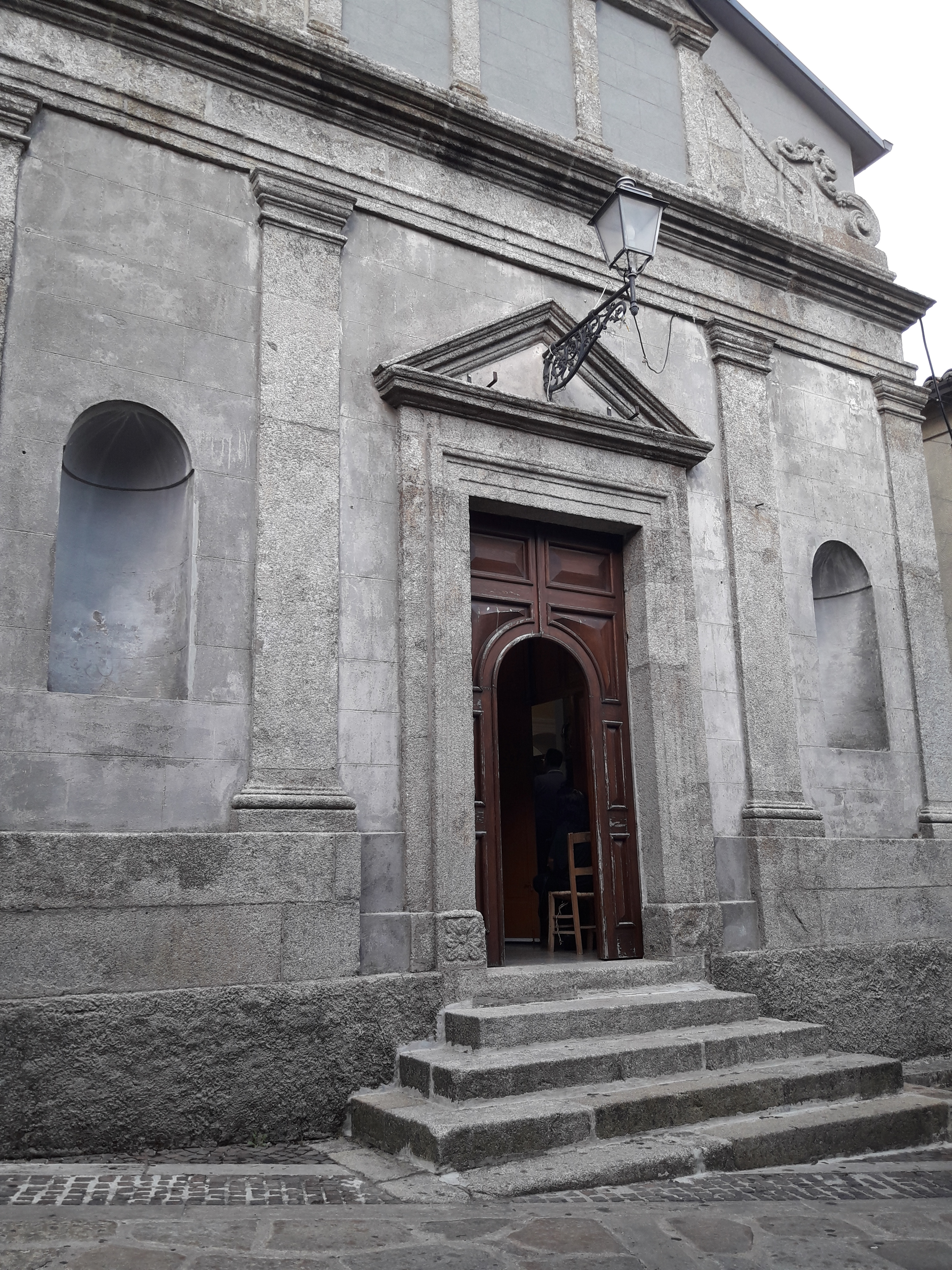
Chiesa della Madonna del Carmine

Edificata nel 1753, giovandosi di un fondo denominato "mellara", attribuito dallo stesso fondatore, il Sac. Antonio Arena, realizzata con schemi e materiali diversi dalle precedenti chiese di Fabrizia. (A. Oppedisano, Cronistoria citata) Edificata su progetto e direzione di anonimi scalpellini serresi, venne dislocata sul pianoro della Vallonella e da lì si dipartiva un sistema viario più ampio rispetto alle 'rughe' tradizionali, dovuto al trasporto delle derrate agricole mediante carri trainati da buoi.

Il governo borbonico di Ferdinando II con decreto 7 gennaio 1842 l'istituzione della confraternita intitolata a Maria Santissima del Carmine e Immacolata, fondata nella chiesa del Carmine da Stefano Franzè, Vincenzo Simonetta e Marco Maiolo, accolta del vescovo Lucia o De Lucia il 28 marzo 1851.

### Architetture civili

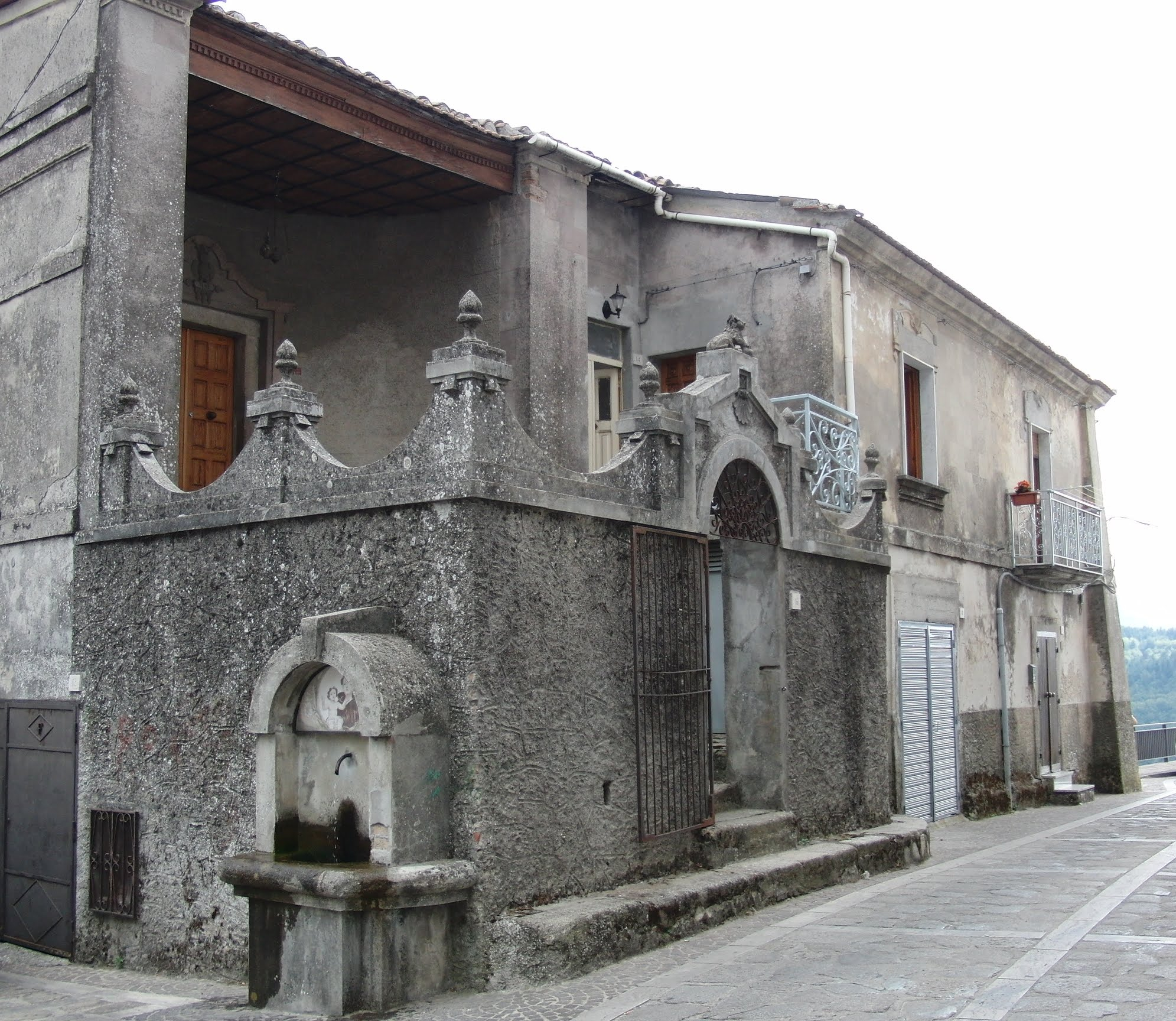
Palazzo della Cavalera
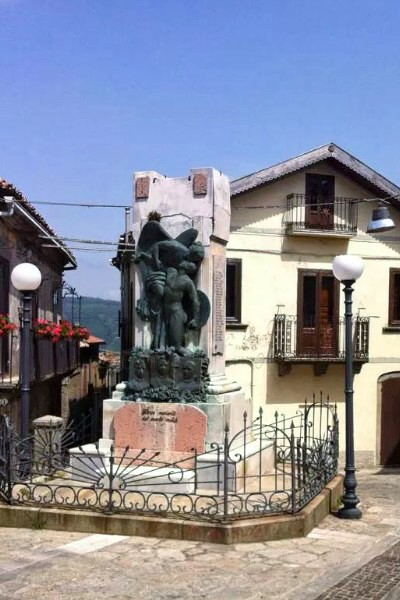
Monumento ai Caduti
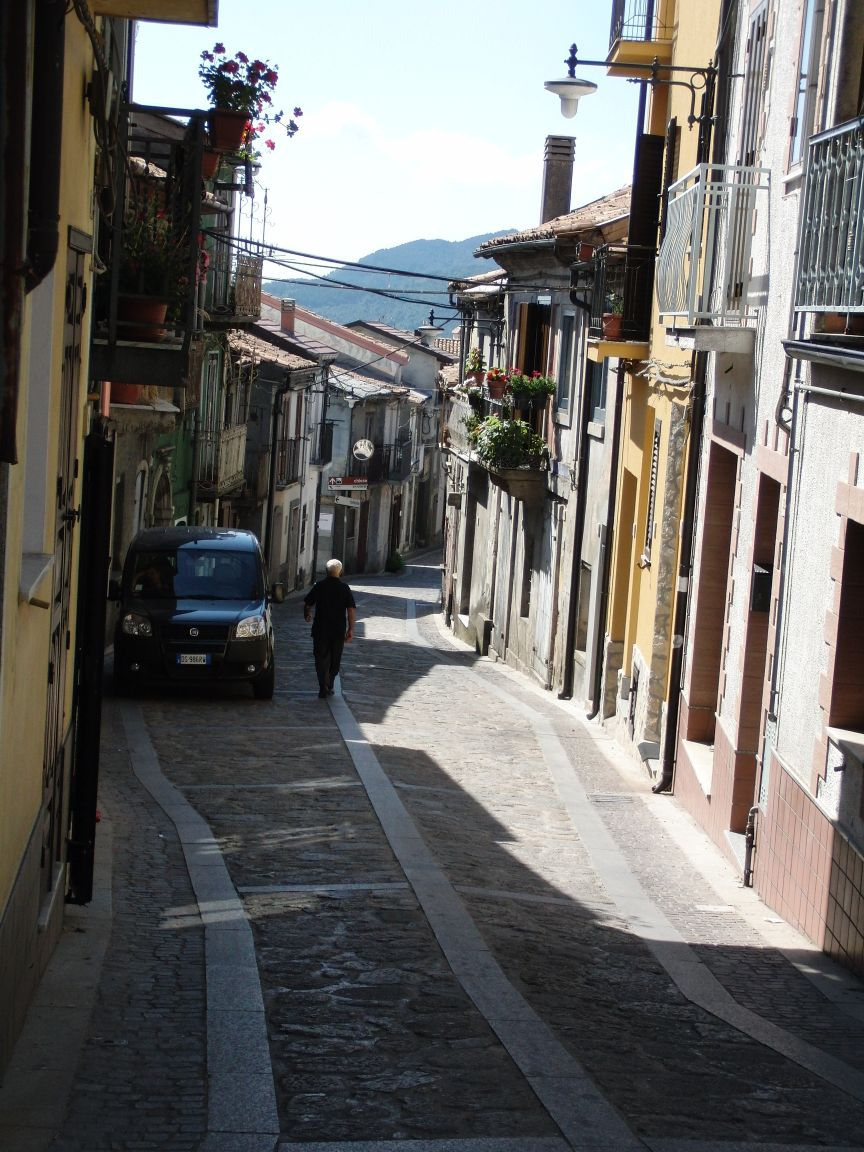
Corso Vittorio Emanuele III
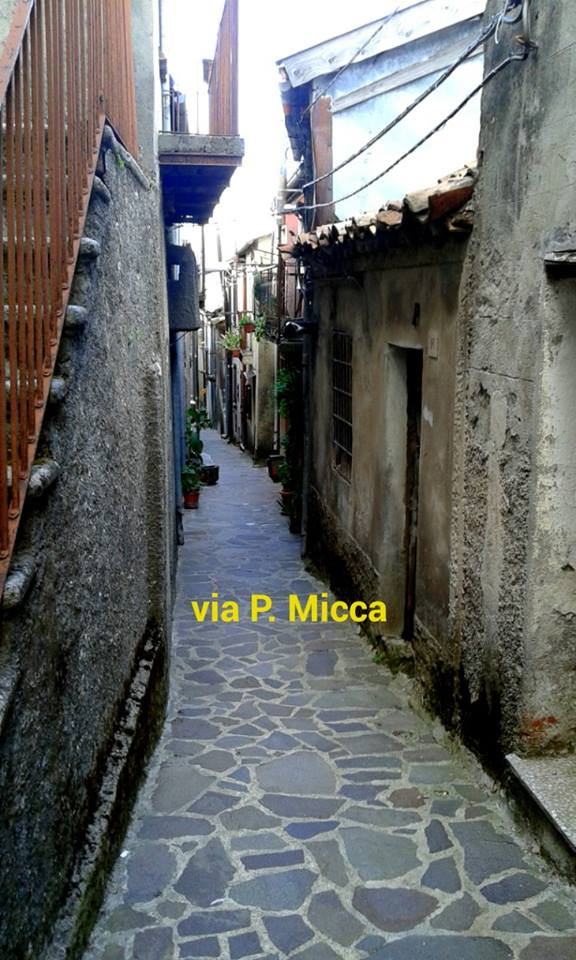
Via Pietro Micca
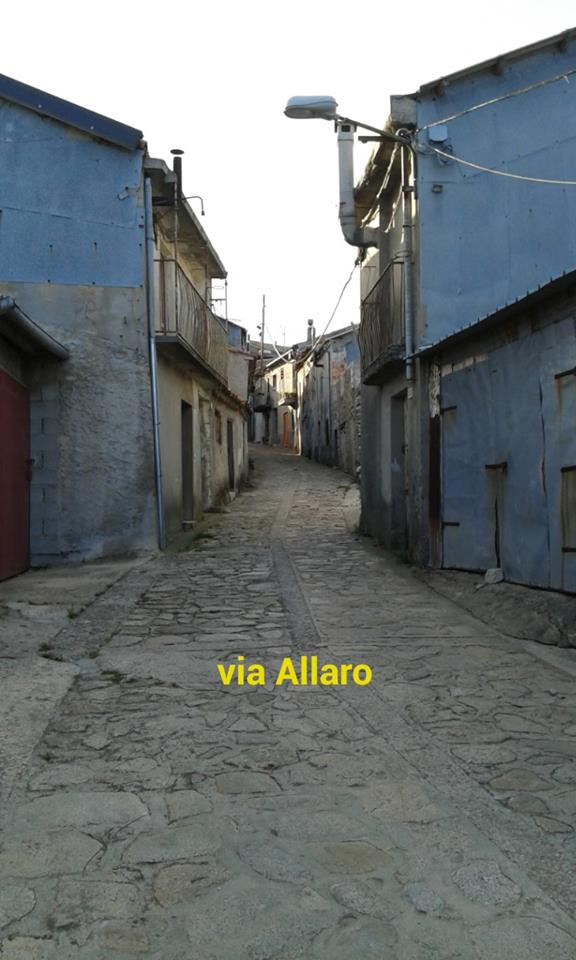
Via Allaro
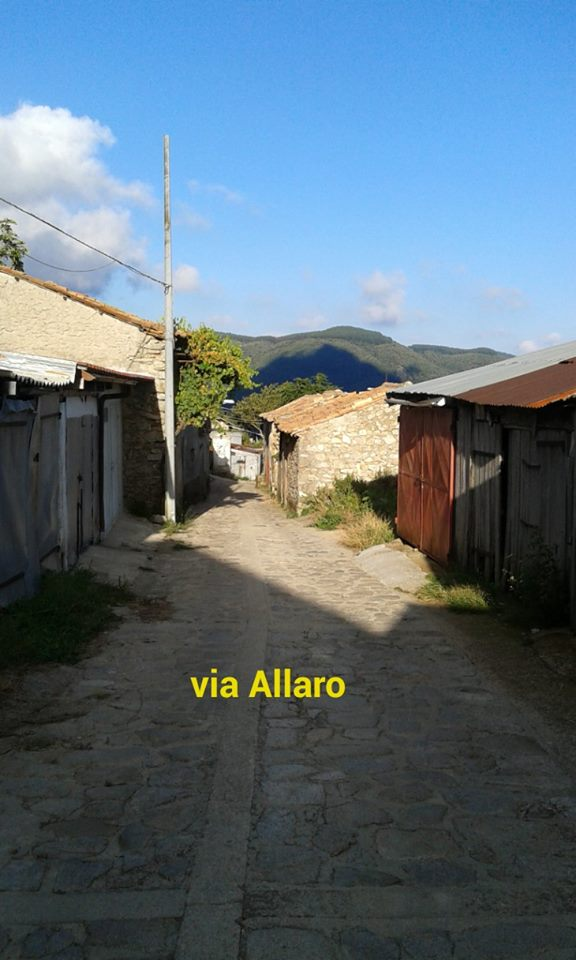
Via Allaro
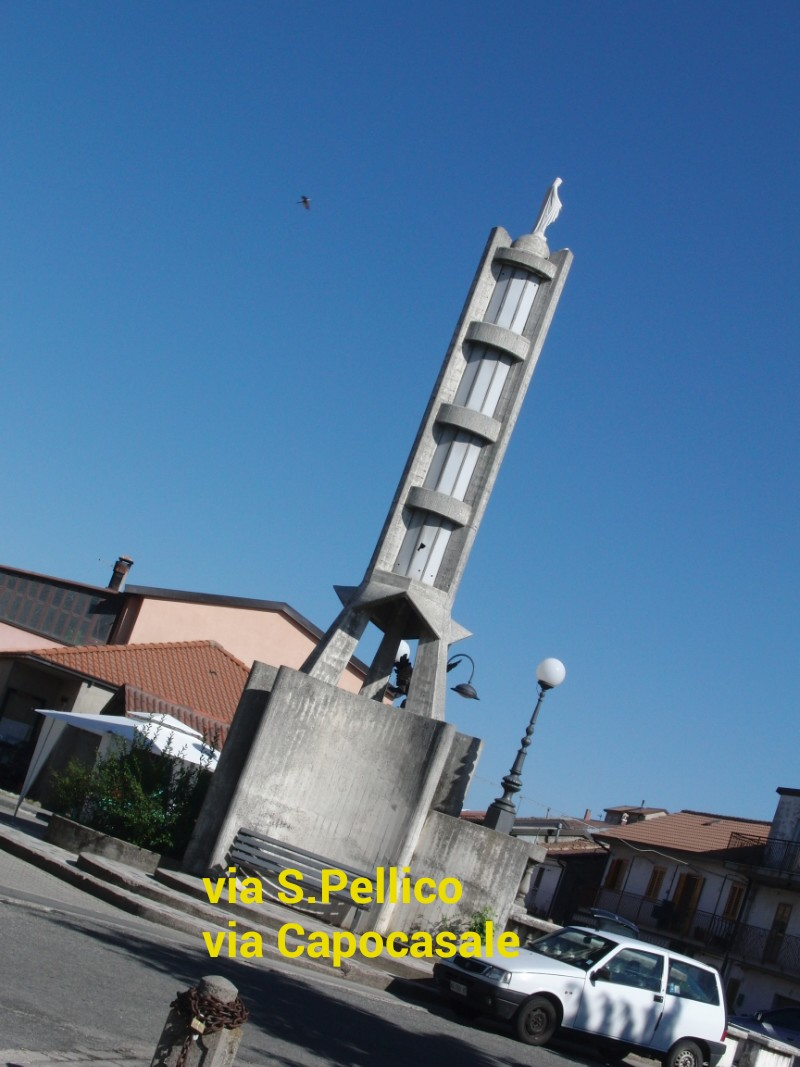
Monumento
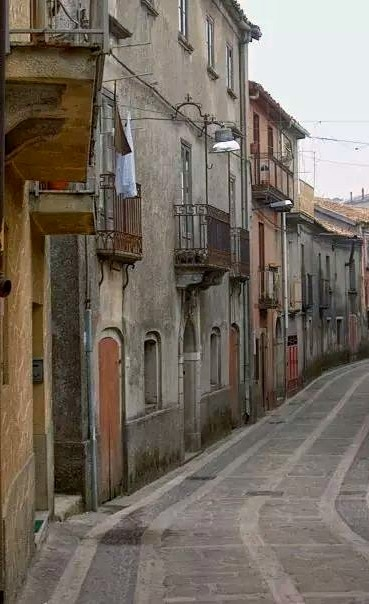
Via Roma
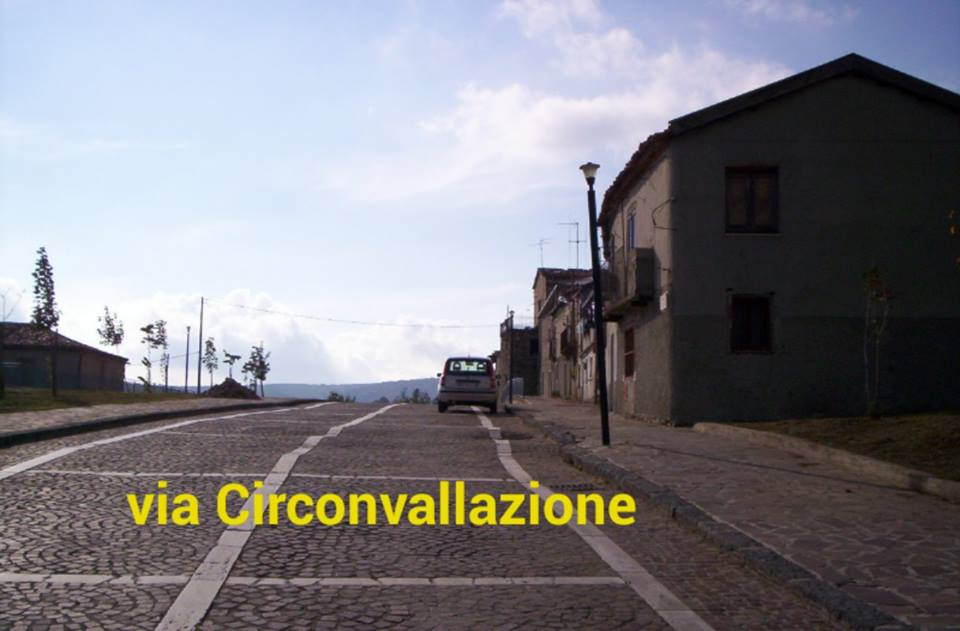
Via Circonvallazione

### Aree naturali
- Parco naturale regionale delle Serre

## Società

### Evoluzione demografica
Abitanti censiti

### Tradizioni e folclore

#### La Tridicina: Rito in devozione di Sant'Antonio
La festa in onore del patrono sant'Antonio di Padova si svolge la domenica successiva al 13 giugno. A partire dal sabato e per tutta la giornata di domenica si svolge per le vie del paese una grande fiera. La "tredicina", e cioè la messa all'alba per tredici mattine, che viene seguita come offerta votiva al santo, si svolge dal 1º al 13º giorno del mese di giugno.

#### Li virginiadi
Nel giorno della sua ricorrenza, 13 giugno, sono ancora numerose le persone che offrono al Santo il "voto delle verginelle" che si paga invitando a casa propria tredici giovani ragazze ed un ragazzino (che dovrebbe rappresentare il bambinello Gesù), a cui vengono "servite" tredici portate diverse.

#### Li Raghatiadi
Altra manifestazione di devozione ancora esistente è quella di vestire con il saio marrone come quello del santo, i capelli tagliati a coroncina e sandali marrone ai piedi. Da qualche anno sta riprendendo quota il voto delle raghatelle (che negli ultimi 10-15 anni sembrava quasi scomparso) e che consiste nel trascinarsi ginocchioni per tutto il percorso della lunga chiesa, con partenza dalla porta ed arrivo davanti alla statua del Santo; poi ritorno a piedi all'entrata e, daccapo, per il numero di volte che si è "promesso" al santo per la grazia ricevuta o di cui si è in attesa.

#### Li cuzzupi e li ziti
Tradizione particolarmente interessante e che desta molta curiosità è quella di "li cuzzupi di li ziti" (biscotti dei fidanzati) o "cuzzupi di Pasqua". Anche questo rito, come qualcuno dei precedenti, deriva da credenze pagane; "la cuzzupa" è un dolce tipico che viene preparato in occasione delle feste pasquali. Il dolce, ancor oggi fatto in casa, nella tradizione contadina, veniva preparato dalla madre "di lu zitu" (il fidanzato), aveva di solito la forma di due cuori intrecciati e veniva donato alla "zita" (fidanzata), quale gesto d'amore e fedeltà; a volte ciò avveniva come richiesta di fidanzamento ed il restituirne una parte allo spasimante voleva significare l'aver accettato la proposta. Oggi il gesto della "cuzzupa" si effettua molto di rado ed è una delle tradizioni che si sta perdendo, rimane in ogni modo vivo e ricco di significati, che le generazioni cosiddette moderne non hanno saputo comprendere e apprezzare come semplice messaggio d'amore.

#### Rito di Lu majiu
Legato ad un'insolita credenza, è il rito "di lu majiu" (il "maggio"): consiste nel porre all'esterno delle porte d'ingresso delle case, un ramoscello di faggio fiorito. Tale gesto si compie ogni anno puntualmente il 1º maggio ed è di buon augurio per l'avvento della bella stagione che nelle nostre montagne arriva proprio in questo periodo. La stranezza di tale rito è dovuta al fatto di credere che se non si pone il ramoscello di faggio alla porta non "arviscia", cioè non si vedrà l'alba del giorno successivo.

#### Rito della strhina
Un altro caratteristico rito è quello della strhina (la strenna). Esso riguarda i bambini che, il giorno di Natale e di Capodanno, vanno dai parenti più anziani per ricevere in regalo dei soldi. Un tempo era in uso che la madre preparasse lu gurzidhu (un sacchetto di panno che si legava con del filo di lana attorno al collo), nel quale i parenti più anziani ponevano delle monete in regalo. Assai particolare è l'usanza denominata Lu vattisimu di li tiampi. Essa è una tradizione tipicamente contadina ma che viene perpetrata anche da chi contadino non è. La leggenda vuole che la notte dell'Epifania (la notte tra il 5 e il 6 gennaio), a mezzanotte, ci si affacci per vedere da quale parte spira il vento; quella sarà la direzione per la maggior parte dell'anno.
Questo rito aiutava molto i contadini che, in base a cu ci restau (quale era la direzione del vento), avrebbero regolato i tempi della semina e degli altri lavori in campagna (non essendoci le previsioni meteorologiche). Un altro rito molto caratteristico è la "Riacita di Carnilevari". Oggi, come un tempo, nei giorni del Carnevale, è in uso il proporre recite dialettali che spesso narrano di fatti e vicende accadute in paese. Una volta queste rappresentazioni mettevano alla berlina personaggi di spicco, spesso politici, della comunità o narravano la cronaca dei fatti salienti e pittoreschi accaduti durante l'anno (litigi, affari, corna, etc.).
Ora, soprattutto a causa della scarsa ironia, queste rappresentazioni non vengono più proposte, ci si limita a mettere in scena solo i personaggi inerenti al Carnevale.

#### La festa delle 13 Vergini a Fabrizia
Nei 13 giorni che precedevano il 13 giugno per la festa di San Antonio da Padova, era uso per richieste di Voto organizzare la festa di lì virginiadhi. Ogni famiglia, o più famiglie, sceglievano ed invitavano 13 ragazze che vestite di bianco, come delle piccole spose, dovevano presiedere la tavola opportunamente imbandita a festa. Il mattino tutte vestite di bianco, erano una nuvola, tra i banchi della chiesa matrice che con inni e preghiere continuavano nelle case a cui erano state invitate. Nel tedio generale tra le ragazze, c'era lu bambiniahhnu, che era il bersaglio degli scherzi: gli si lanciavano la calia e li luppini e il poveretto doveva subire "uno a tredici". Il pranzo doveva essere ricco, sapientemente cucinato anche per compari, commari e doveva essere composto da 13 portate.
Anche a San Giuseppe si faceva festa per Voto, ma era dedicata alli vecchiariadhi dove il pranzo era a base di pasta cannarozzedhia e ciciari condito col sugo di lu stuaccu.

## Infrastrutture e trasporti
Il comune è interessato dalle seguenti direttrici stradali:
- di Mongiana

## Amministrazione
| Periodo          | Periodo          | Primo cittadino           | Partito                                    | Carica                    | Note          |
| ---------------- | ---------------- | ------------------------- | ------------------------------------------ | ------------------------- | ------------- |
| 21 novembre 1993 | 16 novembre 1997 | Antonio Minniti           | Partito Democratico della Sinistra         | sindaco                   |               |
| 16 novembre 1997 | 27 maggio 2002   | Antonio Minniti           | lista civica di centro-sinistra            | sindaco                   |               |
| 27 maggio 2002   | 28 maggio 2007   | Giuseppe Mario Aloi       | lista civica "Della Margherita"            | sindaco                   |               |
| 28 maggio 2007   | 27 luglio 2009   | Giuseppe Mario Aloi       | lista civica                               | sindaco                   |               |
| 27 luglio 2009   | 28 novembre 2011 |                           |                                            | commissario straordinario | [ 26 ] [ 27 ] |
| 28 novembre 2011 | 12 giugno 2017   | Antonio Salvatore Minniti | lista civica                               | sindaco                   |               |
| 12 giugno 2017   | in carica        | Francesco Fazio           | lista civica Liberi e giovani con Fabrizia | sindaco                   |               |

### Scioglimento Consiglio comunale
Nel 2009 il Consiglio comunale di Fabrizia è stato sciolto per infiltrazioni mafiose con decreto del presidente della Repubblica (d.lgs. 267/2000 art. 143), secondo le indagini la 'Ndrangheta ha inquinato l'ente minando il buon andamento, l'imparzialità e la trasparenza dell'attività amministrativa grazie anche ai collegamenti diretti e indiretti di alcuni amministratori locali e alcuni dipendenti comunali con soggetti mafiosi, il tutto a danno del bene comune sotto l'aspetto sociale-culturale-economico; la gestione commissariale è durata fino al 28 novembre 2011.